# Stillwater (film)
Stillwater is een Amerikaanse misdaaddrama uit 2021, geregisseerd door Tom McCarthy. De hoofdrollen worden vertolkt door Matt Damon, Camille Cottin en Abigail Breslin.

## Verhaal
De van Oklahoma afkomstige arbeider Bill Baker reist naar Marseille, waar zijn dochter, die van hem vervreemd is, gearresteerd werd voor een moord die ze ontkent gepleegd te hebben. Zonder de taal of cultuur te kennen, probeert Bill in Frankrijk om zijn dochter vrij te krijgen. Tijdens zijn verblijf in het land raakt hij bevriend met een Franse vrouw en haar dochtertje.

## Rolverdeling
| Acteur          | Personage  |
| --------------- | ---------- |
| Matt Damon      | Bill Baker |
| Abigail Breslin | Allison    |
| Camille Cottin  | Virginie   |
| Lilou Siauvaud  | Maya       |
| Deanna Dunagan  | Sharon     |

## Productie
Het script werd geschreven door het Frans scenaristenduo Thomas Bidegain en Noé Debré en bewerkt door Marcus Hinchey en Tom McCarthy, die het nadien ook zelf verfilmde. In mei 2019 werd Matt Damon aan boord gehaald als hoofdrolspeler. In juli 2019 werd het project opgepikt door Participant Media, het productiebedrijf voor wie McCarthy eerder al het Oscarwinnende Spotlight (2016) had geregisseerd. Diezelfde maand werd Abigail Breslin gecast als de dochter van Damons personage. De Franse actrice Camille Cottin kreeg de derde hoofdrol.
De opnames gingen in augustus 2019 van start in Marseille en eindigden in november 2019. In de Zuid-Franse stad werd er onder meer gefilmd in het Nationaal park Calanques, de wijk Le Pannier, de gevangenis van Les Baumettes, het gerechtsgebouw van Marseille en het Stade Vélodrome. Na twee maanden verhuisden de opnames naar de Amerikaanse staat Oklahoma, waar er gefilmd werd in onder meer Stillwater en Coyle.

## Release
De film ging in première op 8 juli 2021 op het Filmfestival van Cannes. De Amerikaanse release was op 30 juli 2021. Oorspronkelijk zou de film in november 2020 uitgebracht worden, maar vanwege de coronapandemie werd de release uitgesteld.